# KG Group
Uždaroji akcinė bendrovė KG Group (von Kauno Grūdai, dt. „Kaunas Körner“ + Litauen) ist der größte Konzern der Getreide verarbeitenden Unternehmen in Litauen mit Sitz in Kaunas.  Die Unternehmensgruppe beschäftigt über 3000 Mitarbeiter. 2012 erzielte „KG Group“ einen Umsatz von 1,401 Milliarden LTL. 2018 investierte man 17,1 Mio. Euro. 2019 wird die Modernisierung des Getreidehebers in der Nähe von Radviliškis, der Geflügelställe sowie die Anschaffung neuer Verpackungstechniken werden im Geflügelbereich fortgesetzt.

## Struktur
Die Gruppe bilden AB „Kauno grūdai“, AB „Vilniaus paukštynas“ und AB „Kaišiadorių paukštynas“ (880 Mitarbeiter, Umsatz von 64 Mio. Euro; 2013). Die Holding ist „KG Group LT“.